# Current Opinion in Molecular Therapeutics
Current Opinion in Molecular Therapeutics (Curr Opin Mol Ther) — научный журнал, публикуемый один раз в два месяца, посвящённый проблемам молекулярной медицины, в том числе, вирусной и невирусной генной терапии, терапии олигонуклеотидами и пептидами, терапии с применением антител, молекулярным вакцинам, а также технологиям, используемым в геномике и протеомике.
В 2008 году журнал обладал импакт-фактором 2.913

## О журнале
Исследования в области молекулярной терапии разделены в шесть основных разделов, в каждом из которых ежегодно производится обзор:
- Молекулярные, вирусные и клеточные вакцины для предотвращения и лечения заболевания
- Разработка и клинические испытания терапии олигонуклеотидами, антителами и пептидами
- Прикладные исследования в области геномики, протеомики и фармакогенетики
- Передача генов и клеточная терапия
- Клинические применения генной терапии
- Терапевтические применения геномики, протеомики и фармакогеномики